# Ludendorff-Brücke

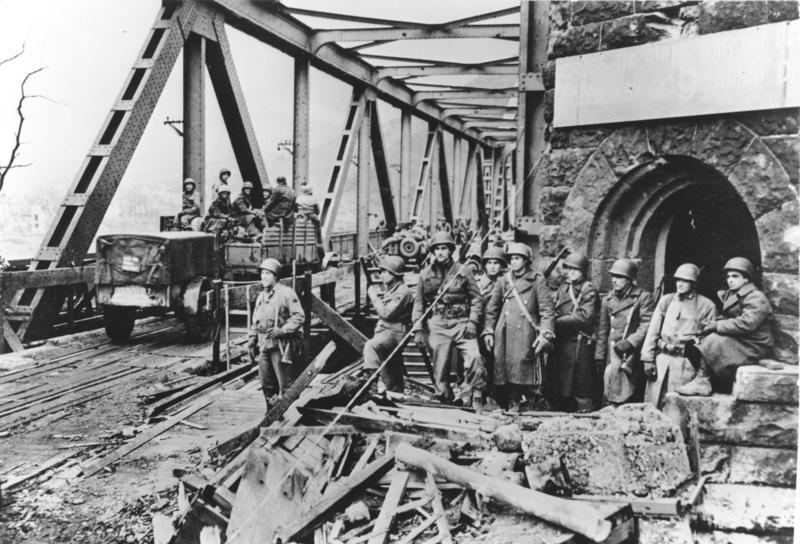
Die Ludendorff-Brücke zwischen 8. und 10. März 1945

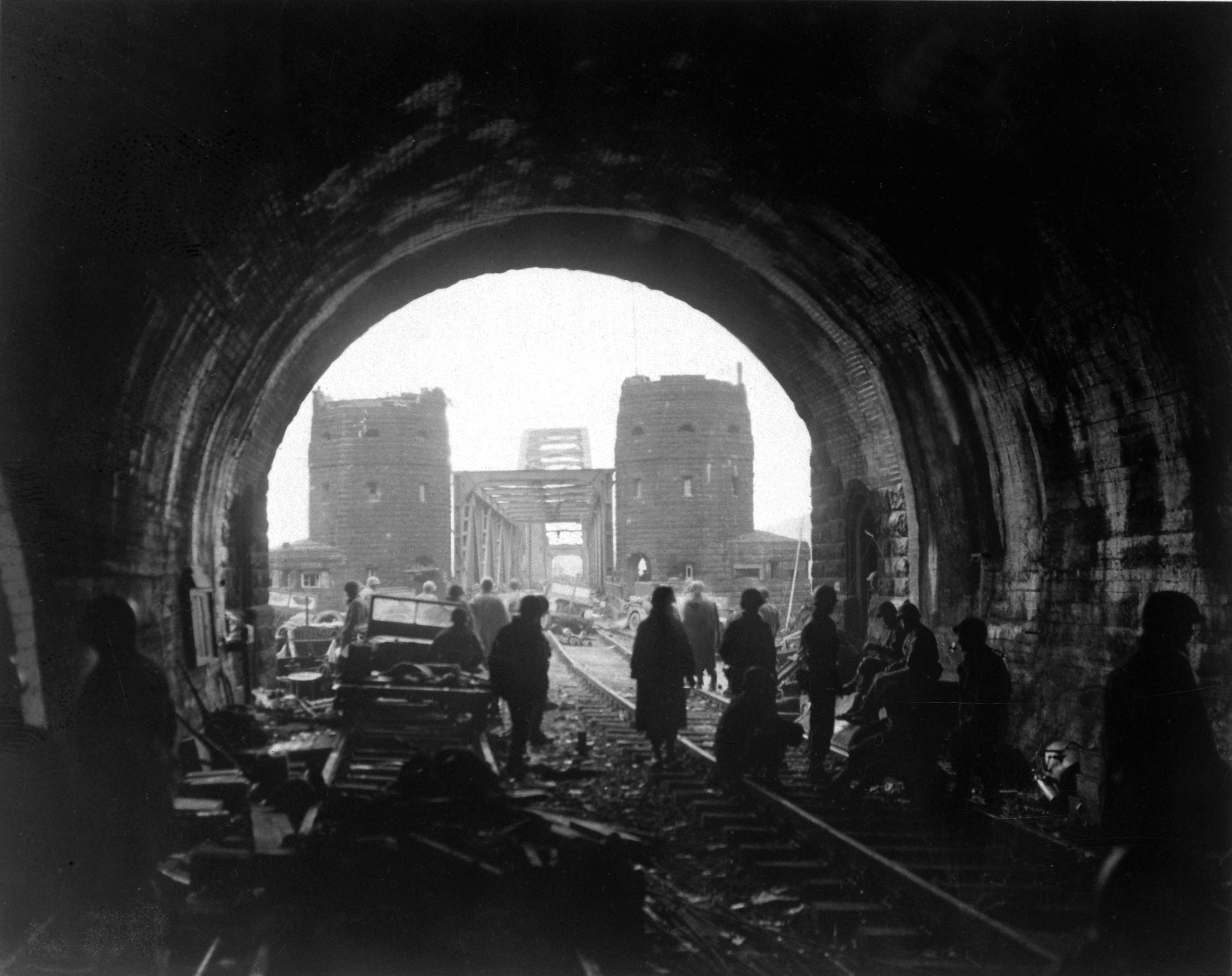
Die Brücke am 11. März 1945

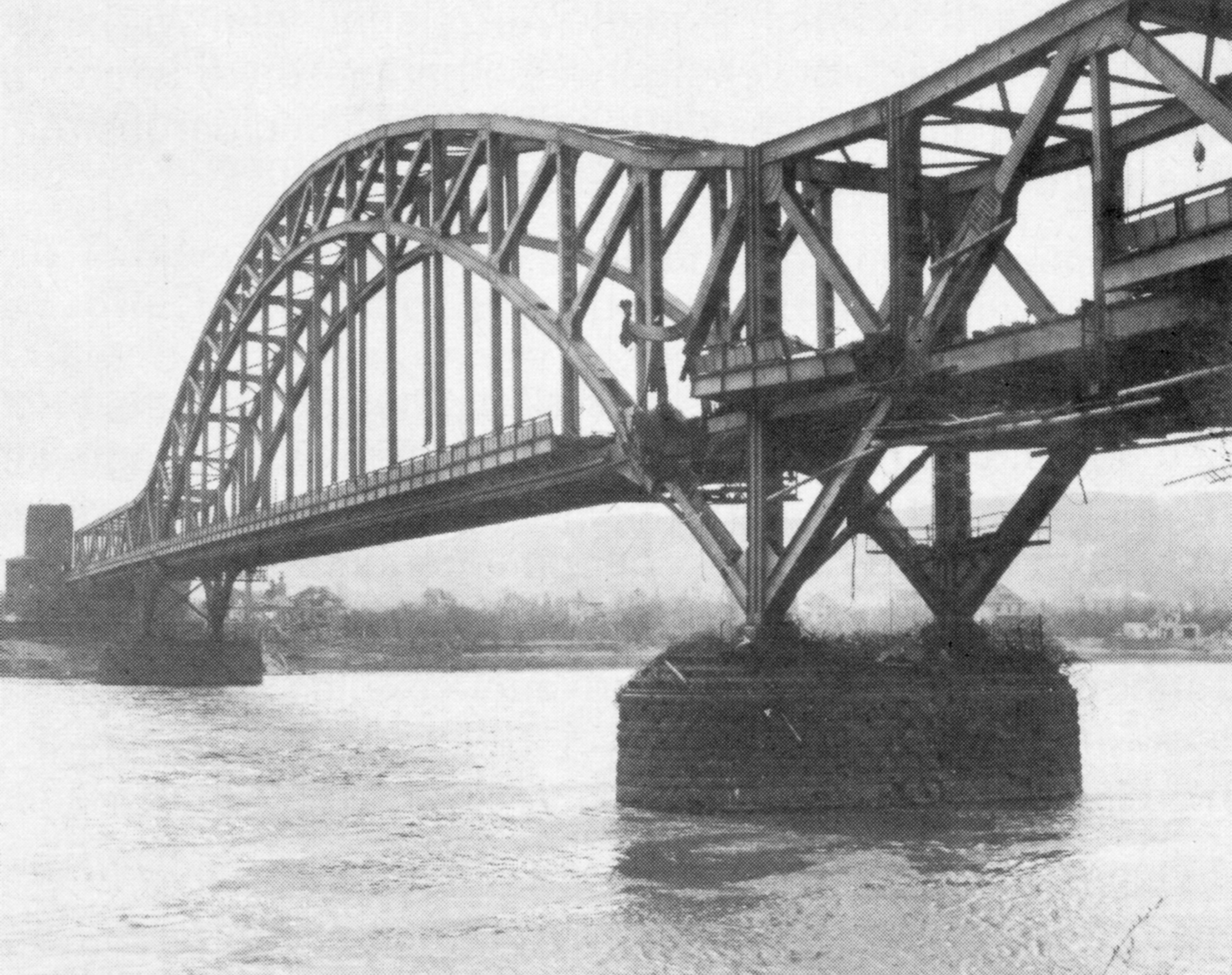
Strukturelle Schäden im Bereich des nördlichen Strompfeilers (März 1945)

US-Militär überquert die Ludendorff-Brücke

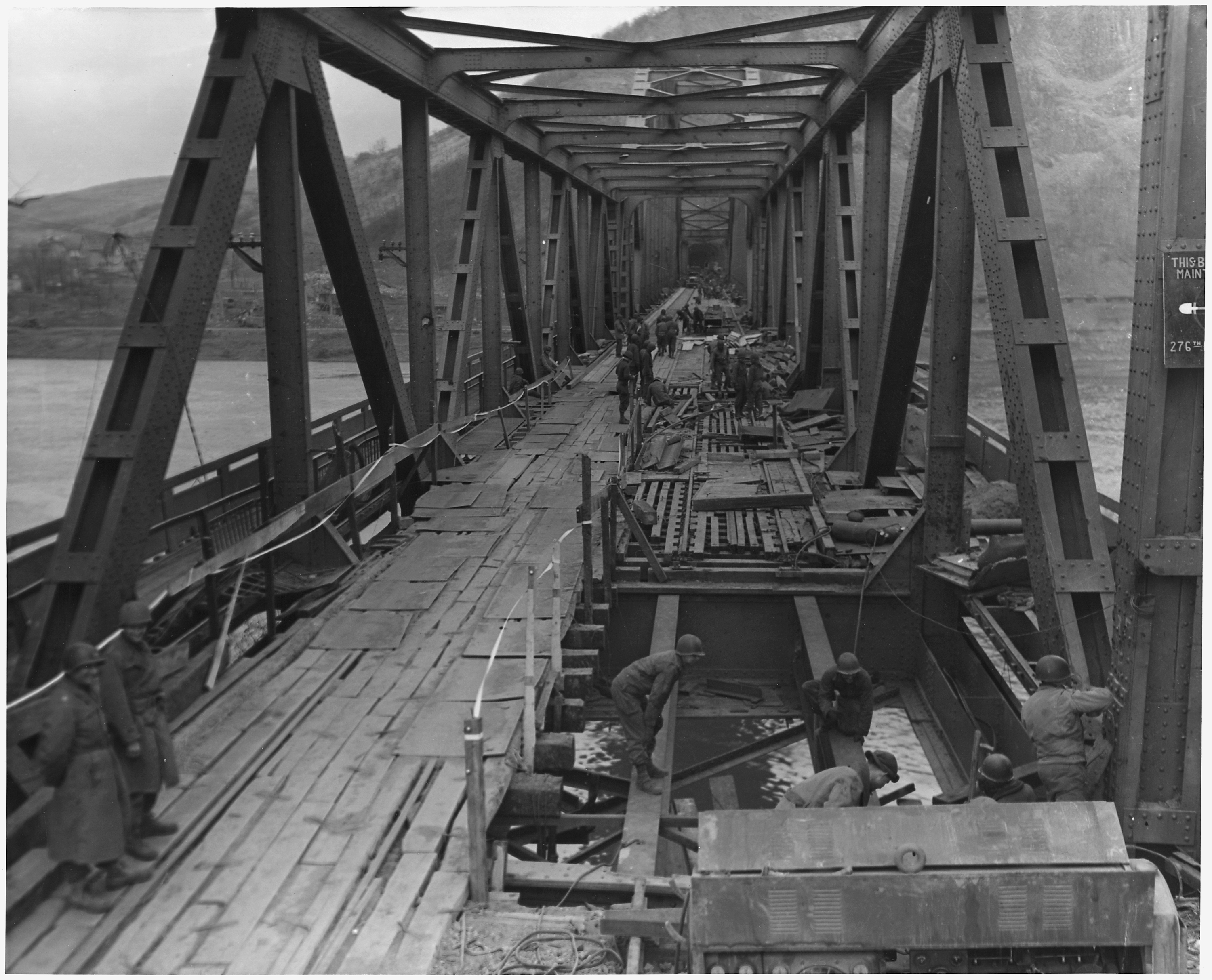
Die Brücke am 17. März 1945 vier Stunden vor dem Einsturz

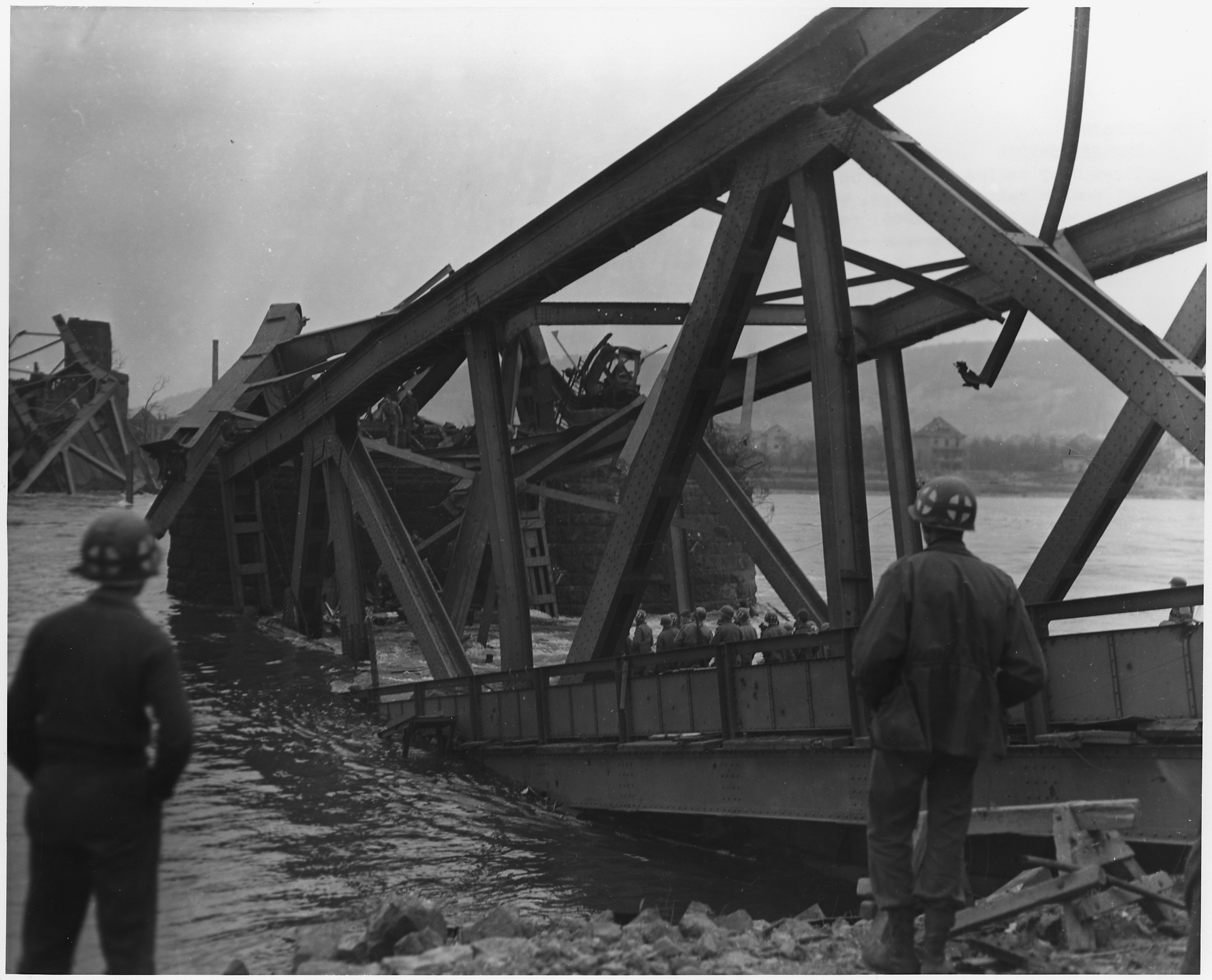
Die Brücke am 17. März 1945 nach dem Einsturz

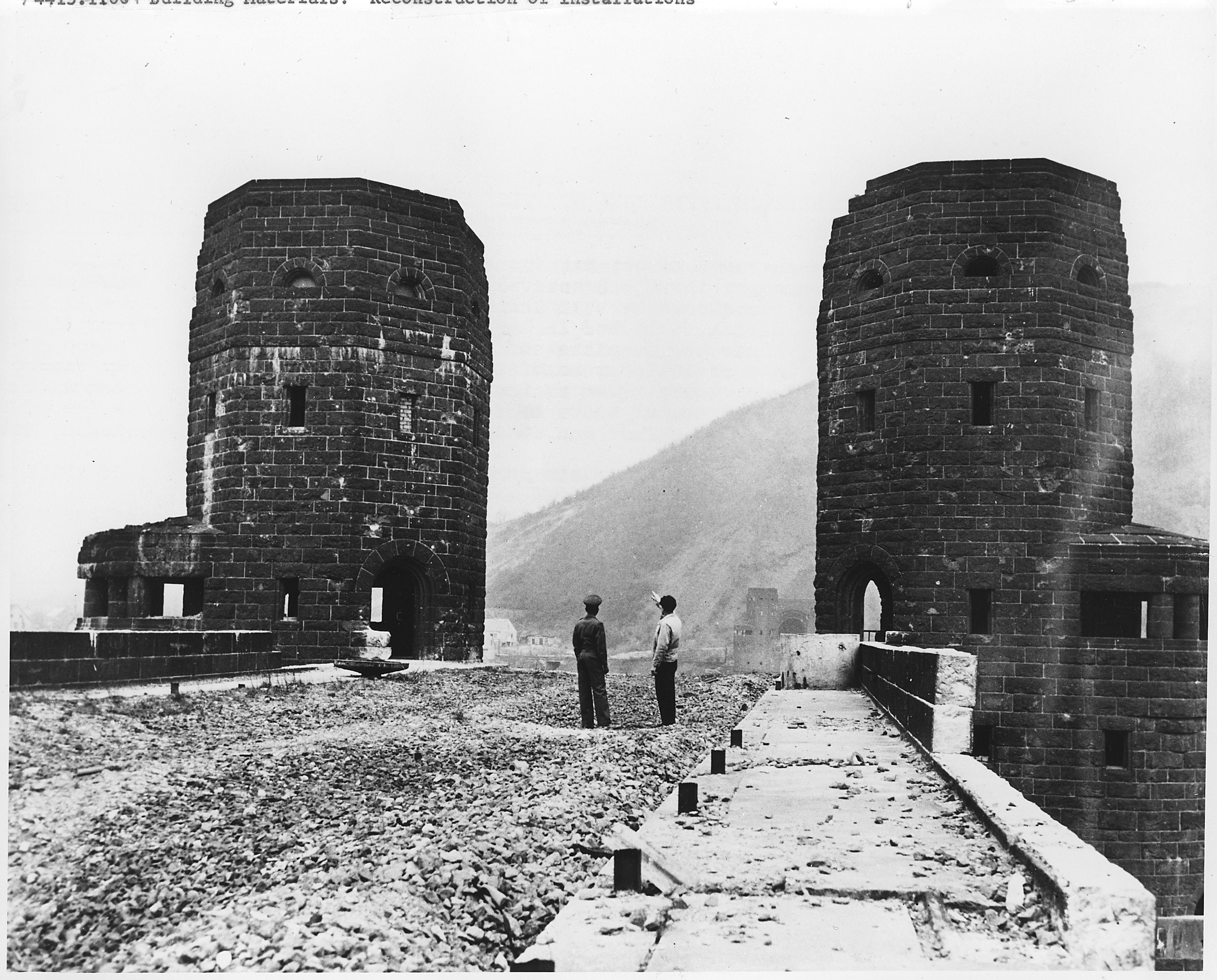
Brückenkopf in Remagen (1950)

Die Ludendorff-Brücke, als Brücke von Remagen bekannt, war eine zweigleisige Eisenbahnbrücke über den Rhein zwischen Remagen und Erpel.
Sie wurde 1916, im Ersten Weltkrieg, aus militärischen Gründen in Auftrag gegeben und am 1. Mai 1918 nach General Erich Ludendorff benannt. Am 15. August 1918 fand die Einweihung statt. Wegen Schwierigkeiten beim Bau des Tunnels durch die Erpeler Ley und des Einschnitts in Erpel konnten die Schienen erst Mitte 1919 verlegt werden. Die Eisenbahndirektion Köln übernahm die Brücke am 23. Juli 1919, die Betriebseröffnung einschließlich der Zuführungsstrecken folgte am 1. September 1919. Die Brücke war das letzte große Bauprojekt der Preußischen Staatseisenbahnen.
Am 7. März 1945, in der Schlussphase des Zweiten Weltkriegs, erreichte eine kleine Vorhut von US-Soldaten die unzerstörte Brücke und eroberte sie. Dies ermöglichte es einigen westalliierten Divisionen, den Rhein zu überqueren, auf dem rechten Rheinufer einen Brückenkopf zu besetzen und ihren Vorstoß Richtung Ruhrgebiet zu beschleunigen.
Es war der erste feste alliierte Übergang über den Rhein, jedoch wurden anderenorts sehr schnell Pontonbrücken von Pioniereinheiten über den Rhein errichtet, so dass der militärische Nutzen der Brücke für die Alliierten schnell zurückging. Die Brücke erlangte durch den 1969 erschienenen US-Kriegsfilm Die Brücke von Remagen besondere Bekanntheit. Beim Rückzug der Heeresgruppe B unter Generalfeldmarschall Walter Model auf die rechte Seite des Rheins 1945 sollten nach dem Willen der Wehrmachtführung alle Rheinbrücken gesprengt werden. Bei der Ludendorff-Brücke wurde aber weniger (300 kg statt 600 kg) und weniger effizienter Sprengstoff (Donarit statt Ecrasit) verwendet als geplant. Bei der Sprengung wurde die Brücke kurz aus ihren Lagern gehoben, aber nur beschädigt.
Wehrmachtsoldaten versuchten in den Tagen nach der Eroberung vergeblich, die Brücke zu zerstören. Sie stürzte schließlich am 17. März 1945 ein, wahrscheinlich eine Folge der Sprengung, der Kampfhandlungen seitdem und der hohen Belastung durch die westalliierte Nutzung der Brücke. Adolf Hitler ließ mehrere Offiziere, die für die nicht erfolgte Zerstörung verantwortlich gemacht wurden, von einem Standgericht verurteilen und erschießen.
In der Nachkriegszeit erwog die Deutsche Bundesbahn, die Brücke wieder aufzubauen; 1960 wurde eine Kostenprognose erstellt. Nach der Elektrifizierung der linken und der rechten Rheinstrecke (bis Mai 1962) ließ man diese Pläne fallen; die bis dahin freigehaltenen Zuführungsgleise in Remagen und Erpel wurden später aufgegeben. Die Strompfeiler der Brücke wurden im Sommer 1976 aus dem Flussbett entfernt. Übriggeblieben sind heute nur noch die Brückentürme auf beiden Seiten und Teile der Zufahrtsrampe. Sie und der Erpeler Eisenbahntunnel stehen unter Denkmalschutz.

## Geschichte

### Ludendorff-Brücke
Die Ludendorff-Brücke bestand von 1918 bis 1945. Ihre Brückentürme stehen linksrheinisch am Südende der Remagener Rhein-Promenade und rechtsrheinisch am südlichen Ortsrand von Erpel am Fuß der Erpeler Ley. Im Rahmen des Schlieffen-Plans wurde eine Brücke an dieser Stelle bereits 1912 geplant, ebenso die Kronprinzenbrücke bei Urmitz und die Hindenburgbrücke bei Rüdesheim. Die Brücke wurde aber erst von 1916 bis 1918, während des Krieges, auf Drängen der deutschen Generalität erbaut. Sie war Teil einer „Brückenfamilie“ aus drei ähnlichen Eisenbahnbrücken über den Rhein, sollte vor allem als Verbindung von der rechten Rheinstrecke über die Ahrtalbahn zur Eifelbahn dienen und den Nachschub an die Westfront verbessern. Am 25. April 1918 gab Kaiser Wilhelm II. der neu erbauten Rheinbrücke den Namen Ludendorff-Brücke zu Ehren des Ersten Quartiermeisters, General der Infanterie Erich Ludendorff, und am 1. Mai 1918 wurde sie in Betrieb genommen. Der Rat der Stadt Remagen ernannte am folgenden Tag Ludendorff in einer außerordentlichen Sitzung zum Ehrenbürger. Die einzigen Soldaten, die sie überquerten, waren Kriegsheimkehrer. Nach der Fertigstellung des Tunnels durch die Erpeler Ley wurde die Eisenbahnstrecke am 1. September 1919 eröffnet.
Der Brückenzug war insgesamt 398 Meter lang. Er hatte im linksrheinischen Vorland zwei massive Gewölbeöffnungen mit jeweils 30 m lichter Weite und im Strombereich eine 325,41 m lange Stahlbrücke. Die bestand aus einer Bogenbrückenkonstruktion in der Mitte, beidseitig flankiert von parallelgurtigen Fachwerkträgern mit jeweils unten liegender Fahrbahn. Der Zweigelenk-Fachwerkbogenträger mit Zugband und Kragarmen hatte eine Stützweite von 156,21 m, die Fachwerkträger hatten Spannweiten von jeweils 84,6 m. Der höchste Punkt des Brückenbogens lag 28,5 m über der Fahrbahn. Die lichte Höhe über dem normalen Wasserstand des Rheins betrug 14,8 m. Die 4.642 t schwere Stahlbrücke kostete rund 2,1 Millionen Mark. Die Konstruktion ähnelte den ebenfalls aus militärstrategischen Gründen erbauten Rheinbrücken zwischen Rüdesheim am Rhein und Bingen-Kempten („Hindenburgbrücke“) und zwischen Urmitz und Neuwied-Engers („Kronprinzenbrücke“). Der Mannheimer Architekt Karl Wiener wirkte bei der architektonischen Gestaltung der Brücke mit. An beiden Seiten befand sich ein Fußgängersteg.
Die Bauunternehmen Grün & Bilfinger und Philipp Holzmann errichteten die Brückenpfeiler und die Gewölbe; das MAN Werk Gustavsburg errichtete die stählerne Strombrücke. Bei den Bauarbeiten wurden auch russische Kriegsgefangene eingesetzt. Da die Brücke ein militärisch bedeutendes Bauwerk war, wurden beide Widerlager der Brücke mit den noch heute erhaltenen, festungsartigen Brückenköpfen versehen. Diese Türme haben Schießscharten, Vorratslager und Truppenunterkünfte für die Brückenbesatzungen. Von den Flachdächern hat man einen Rundumblick über das gesamte Tal. Die Brücke konnte schnell für Fußtruppen und Straßenfahrzeuge benutzbar gemacht werden, indem die Eisenbahnschwellen mit Holzplanken überdeckt wurden.
Nach dem Ersten Weltkrieg rollten nur noch wenige Züge über den Rhein; Fußgänger nutzten die Verbindung von Remagen gern, um ins gegenüber liegende Erpel zu gelangen. Ab 1926 verkehrten im Sommer an Sonn- und Feiertagen Züge zwischen Unkel (über die Ludendorff-Brücke) nach Ahrweiler (später bis Kreuzberg) und zurück bis Honnef. In Friedenszeiten war die Brücke ein touristisches Symbol des Rheinlands. Sie wurde von Pionieren der Reichswehr und der Wehrmacht sorgfältig für eine möglicherweise notwendig werdende Zerstörung vorbereitet: an ausgewählten Stellen war Platz für insgesamt 600 kg Pioniersprengstoff, dessen Zündung sie zum Einsturz bringen würde.
1939, bei Beginn des Zweiten Weltkrieges, wurde die Brücke von einer Brückenwach-Kompanie übernommen und zur Sprengung vorbereitet. Nach dem erfolgreichen Westfeldzug der Wehrmacht – er begann am 10. Mai 1940 und endete am 22. Juni mit der Besetzung von Nordfrankreich – wurde der Sprengstoff wieder ausgebaut und in ein Lager nahe Darmstadt gebracht. Eine Bedeutung für den Krieg war nicht abzusehen.
Am 19. Oktober 1944 erhielt die Brücke einen schweren westalliierten Bombentreffer; am 29. Dezember 1944 (während der deutschen Ardennenoffensive) und Ende Januar 1945 wurde sie erneut bombardiert.

### Vorbereitung der Sprengung

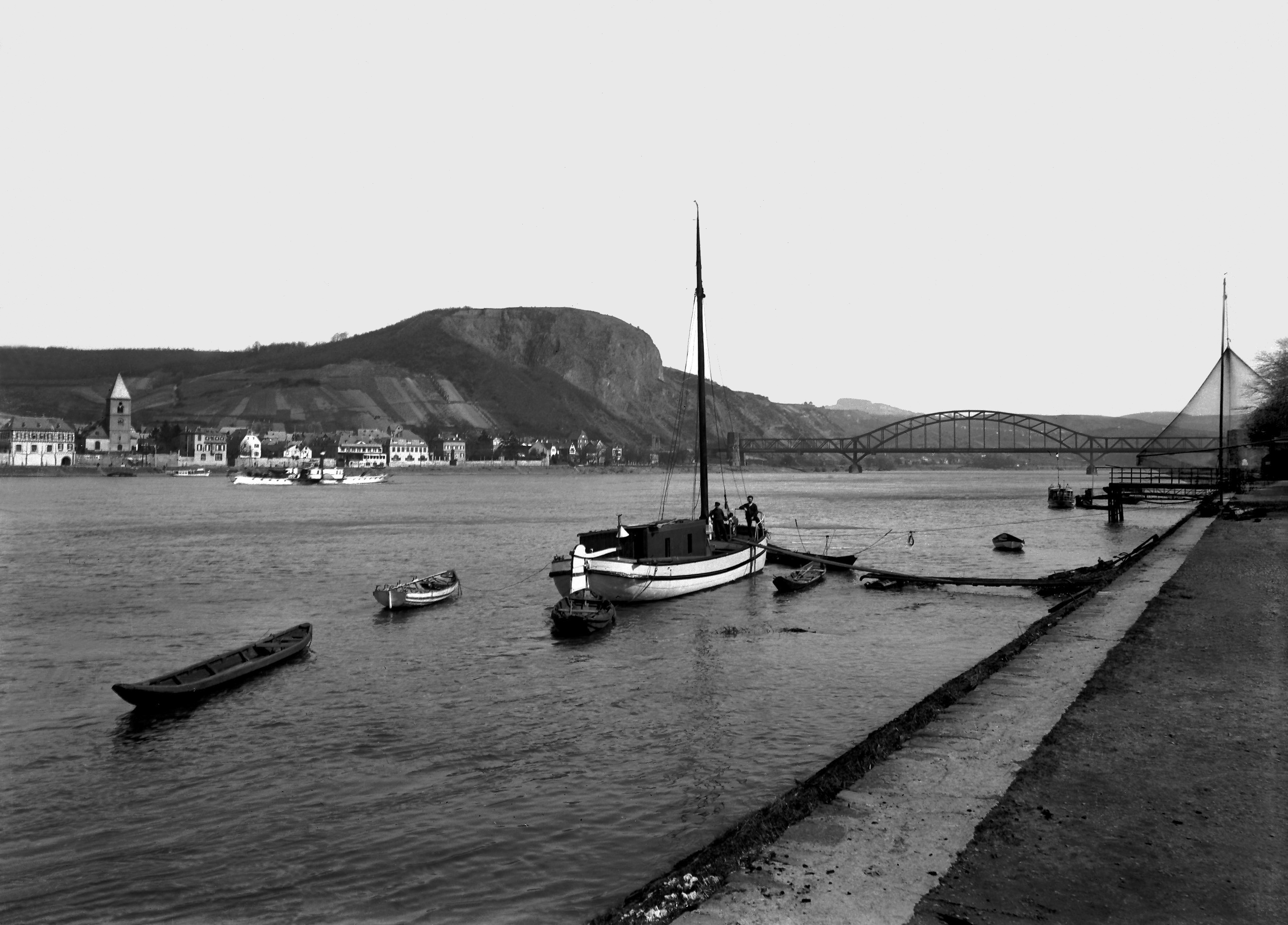
Rheinfront mit der Brücke

Nach der alliierten Invasion in der Normandie 1944 waren 600 kg TNT aus Darmstadt herangeschafft worden; doch der speziell in verschiedene Formen gegossene Sprengstoff wurde anderweitig von der Wehrmacht verwendet, so dass Ersatzlösungen genutzt werden mussten. Zusätzlich war eine sogenannte Schnellladung vorgesehen, die gezündet werden sollte, „wenn beschleunigtes Zünden notwendig ist, z. B. im Falle des Störens der planmäßigen Sprengvorbereitungen durch den Feind.“ Für diese Schnellsprengung wären ebenfalls 600 kg Sprengstoff notwendig gewesen. Das Sprengmaterial durfte laut Befehl erst an der Brücke angebracht werden, sobald der Feind näher als acht Kilometer an die Brücke herangekommen war. Dies sollte eine unbeabsichtigte Sprengung verhindern, wie es bei der Mülheimer Brücke in Köln durch Bombeneinschläge geschehen war.
Der deutsche Kampfkommandant von Remagen, Hauptmann Wilhelm Bratge, wollte die Sprengung so früh wie möglich durchführen. Er hatte am Morgen des 7. März 1945 nur noch 36 Soldaten an der Brücke. Die Truppen der 1. US-Armee stießen jetzt nördlich und südlich an Remagen vorbei, da sie mit einer baldigen Sprengung der Brücke rechneten. Ein Teil der Bevölkerung suchte in dem Eisenbahntunnel Zuflucht, der sich rechtsrheinisch an der Brücke anschließt. Zur Verwirrung auf deutscher Seite führte die Übertragung der Befehlsgewalt in der Nacht auf Major Hans Scheller, den Adjutanten des zwischen Remagen und Schleiden eingesetzten LXVII. Armeekorps unter General Otto Hitzfeld, wovon Hauptmann Bratge erst am 7. März um 11:00 Uhr erfuhr. Scheller wurde von seinem Kommandierenden General beauftragt, die wichtige Aufgabe an dem Brückenkopf zu übernehmen. Der Major wollte die Brücke so lange wie möglich offen halten, damit noch möglichst viele deutsche Soldaten und ihr schweres Gerät (einige Panzer und Artilleriegeschütze) die Brücke überqueren konnten. Der verantwortliche Brückenoffizier, Hauptmann Friesenhahn, forderte 600 kg Pioniersprengstoff an, erhielt um 11:00 Uhr aber nur 300 kg Donarit, einen erheblich schwächeren Industriesprengstoff, wie er im Bergbau verwendet wird. Er versuchte, ihn für eine Schnellsprengung auf der rechtsrheinischen Seite einzusetzen.

### Versuch der Sprengung und Einnahme durch US-Soldaten

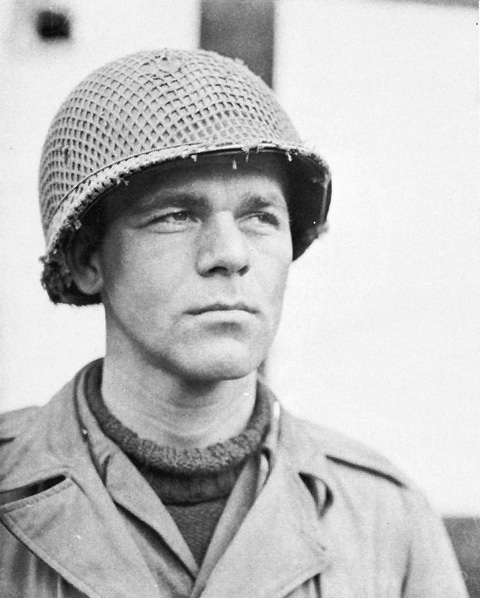
Karl H. Timmermann

Am 7. März 1945 um 13 Uhr gelang es einer kleinen Vorhut der 9. US-Panzerdivision unter Führung des 22-jährigen 2. Lieutenant Karl H. Timmermann, die völlig intakte Brücke zu erreichen. Er informierte seinen Kommandeur, General William M. Hoge, über die betriebsbereite Brücke; dieser befahl den sofortigen Angriff und ihre Einnahme. Um 13:40 Uhr begann der Angriff der US-Soldaten an der Brücke. Die erste Sprengung der Deutschen, die einen Teil der Ladungen zündeten, riss einen zehn Meter breiten Krater in die linksrheinische Rampe. Um 15:40 Uhr versuchten die Deutschen auf Befehl von Major Hans Scheller, die Brücke zu sprengen. Sie hob sich zwar etwas, fiel aber in ihre Lager zurück. Leutnant Timmermann und zwölf weitere Soldaten wurden für die Eroberung der Brücke später mit dem „Distinguished Service Cross“ ausgezeichnet. Drei Soldaten rannten auf die Brücke, um Sprengkabel zu zerschneiden; mindestens einer von ihnen tat dies im Maschinengewehrfeuer.
Innerhalb von 24 Stunden überquerten 8000 Soldaten den Rhein in östliche Richtung. General Eisenhower befahl dem Oberbefehlshaber der 12. US-Heeresgruppe, Omar N. Bradley, so viele Divisionen wie möglich auf das andere Rheinufer zu bringen, auch wenn das die ursprünglichen Pläne durchkreuze. Er soll ausgerufen haben: „Die Brücke ist ihr Gewicht in Gold wert.“ Vom 7. März bis zum Einsturz am 17. März 1945 überquerten 18 alliierte Regimenter den Rhein über die intakte Brücke von Remagen. Nach der Einnahme durch die Alliierten versuchten US-Pioniere, die geschwächte Konstruktion der Brücke zu reparieren. Daneben wurden außerdem drei Pontonbrücken gebaut.

### Deutsche Reaktionen auf die Einnahme
Am 8. und 9. März 1945 schossen Wehrmachtsoldaten ca. 3000 Granaten auf die Brücke, trafen sie aber nicht. Am 10. März 1945 begann ein deutscher Gegenangriff des LXVII. Armeekorps, der aber zu schwach war, um noch Erfolg zu haben. Die deutsche Heeresleitung versuchte in den folgenden Tagen, die Brücke von Kampfschwimmern zerstören zu lassen. Sie sollten an den Strompfeilern unter der Wasserlinie Sprengsätze anbringen. Durch starke Suchscheinwerfer konnten sie aber rechtzeitig entdeckt werden. Zudem versuchte die Luftwaffe vom 8. bis zum 12. März 1945 vergeblich, die Brücke durch Bombenangriffe aus der Luft zum Einsturz zu bringen. Am 12. März 1945, dem Höhepunkt der Luftschlacht, schossen die Amerikaner 26 Flugzeuge ab und beschädigten neun weitere von insgesamt 91 angreifenden Flugzeugen. Die Deutschen setzten hierbei erstmals Strahlbomber vom Typ Arado Ar 234 der III. Gruppe des Kampfgeschwaders 76 ein, dem ersten einsatzfähigen – und tatsächlich eingesetzten – strahlgetriebenen Bomber der Welt. Der herangeschaffte Mörser Karl (Kaliber 540 mm) verfehlte sein Ziel ebenfalls und musste nach kurzer Zeit wegen technischer Probleme den Beschuss einstellen. Zwischen dem 11. und dem 17. März feuerte die SS-Werferabteilung 500 aus ihrer Stellung nördlich von Hellendoorn in den deutsch besetzten Niederlanden elf V2-Raketen auf den Brückenkopf. Eine Rakete schlug in rund 270 m Entfernung in ein Haus östlich der Brücke ein und erschütterte sie spürbar. Dabei wurden drei US-Soldaten getötet und fünfzehn verwundet. Drei Raketen landeten unweit der Brücke im Rhein, fünf weitere westlich der Brücke. Eine schlug im 7 Kilometer entfernten Dorf Oedingen ein, zerstörte mehrere Häuser und tötete sechs Zivilisten. Etliche Verschüttete konnten lebend aus den Trümmern gerettet werden.
Adolf Hitler setzte am 9. März 1945 das Fliegende Standgericht West ein, das unter Vorsitz von Generalleutnant Rudolf Huebner fünf Offiziere wegen „Feigheit“ und „Dienstpflichtverletzung“ am 13. und 14. März 1945 zum Tode verurteilte und vier von ihnen, darunter auch Major Scheller, unmittelbar nach der Urteilsverkündung im Westerwald (zwei davon in Rimbach, zwei in Oberirsen) erschießen ließ. Sie wurden auf der Kriegsgräberstätte in Birnbach beigesetzt.

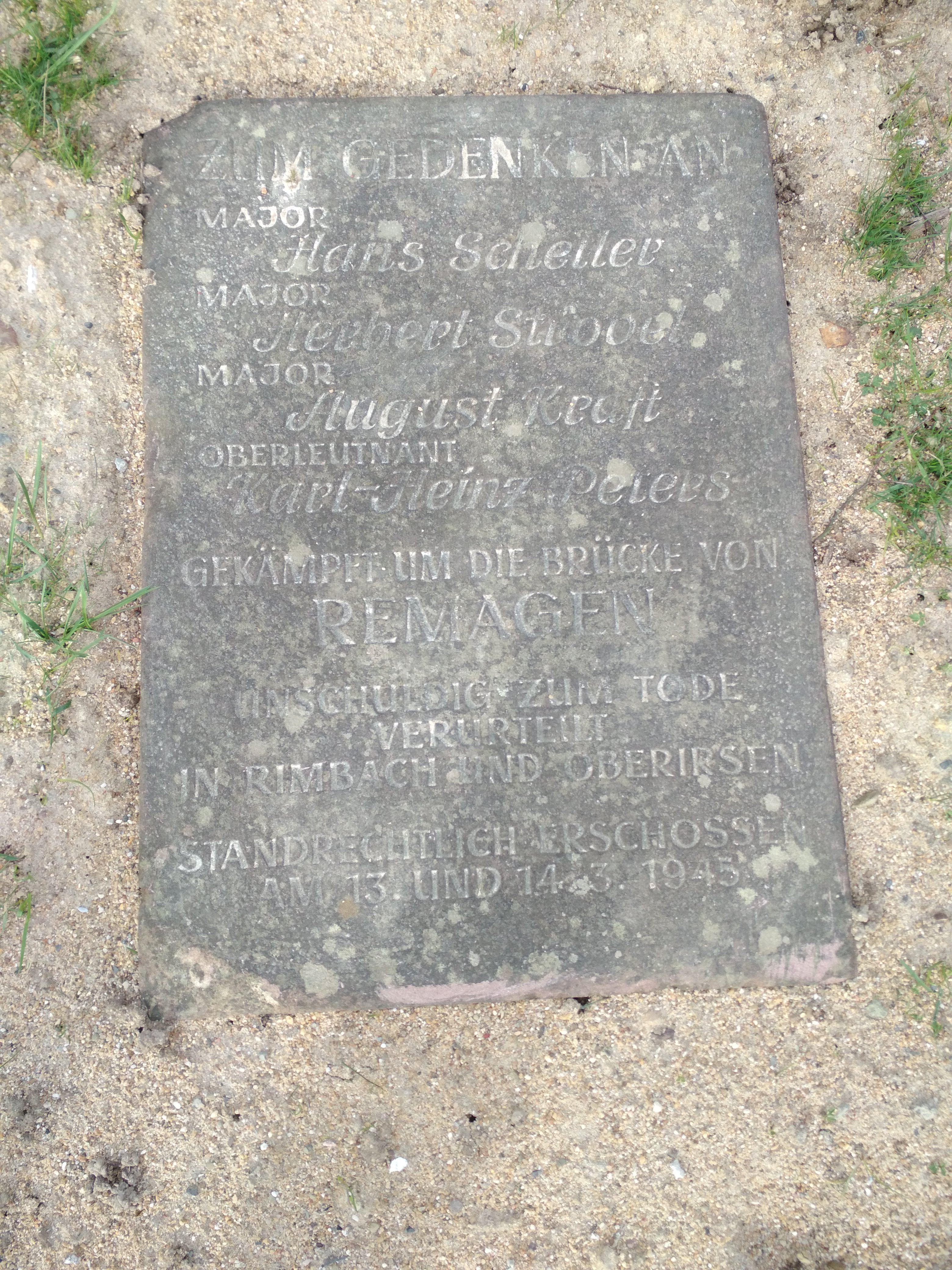
Grabstein in Birnbach (Koordinaten:)

 Der ebenfalls zum Tode verurteilte Hauptmann Wilhelm Bratge überlebte, weil er in US-Gefangenschaft war. Generalfeldmarschall Gerd von Rundstedt wurde als Oberbefehlshaber West durch Generalfeldmarschall Albert Kesselring ersetzt. Kesselring ließ das Urteil per Tagesbefehl wehrmachtweit bekannt machen:

„Ich befehle hiermit erneut, daß jeder Versagensfall auf kürzestem Weg gerichtlich zu überprüfen und zu erledigen ist. Ich erwarte von den Standgerichten schärfstes Durchgreifen und größte Härte.“

Auf Strafanzeige von Major Schellers Witwe Lisel Scheller-Gottschalk ermittelte später die Staatsanwaltschaft Koblenz gegen die Mitglieder des „Fliegenden Standgerichts“; 1951 stellte sie das Verfahren mangels „Schuldnachweis“ ein. Daraufhin betrieb Scheller-Gottschalk die Aufhebung des Urteils gegen ihren Mann und erreichte schließlich seine volle juristische Rehabilitation: In einem Wiederaufnahmeverfahren beim Landgericht Landshut wurde er im Februar 1967 freigesprochen.

### Einsturz der Brücke
Am 17. März 1945 stürzte die schwer beschädigte Brücke wegen Überlastung ein. Dabei wurden 32 amerikanische Pioniere getötet (nur zehn Leichen konnten geborgen werden) und 63 verletzt. Nur die Brückenpfeiler blieben erhalten. Wegen der Beschädigungen durch die Sprengversuche und den Artilleriebeschuss war die Brücke bereits wenige Tage nach ihrer Einnahme für den Militärverkehr gesperrt worden, um Reparaturen durchzuführen. Gleichzeitig bauten die Amerikaner zwischen Niederbreisig/Bad Hönningen und Oberwinter/Unkel nach und nach insgesamt fünf Pontonbrücken über den Rhein, um die Versorgung des rechtsrheinischen Brückenkopfes sicherzustellen. Die längste von ihnen, die Victor-Bridge zwischen Niederbreisig und Bad Hönningen, war 1370 Fuß (420 Meter) lang; sie ging am 22. März 1945 um 20 Uhr in Betrieb. Zwischen Kripp und Linz wurde der Rhein von der „Rozisch-Blackburn-Thompkins Bridge“ überspannt. Ende Mai 1945 wurden diese Behelfs-Brücken wieder abgebaut.
Die beiden Pfeiler der Brücke blieben bei dem Einsturz stehen. Sie wurden im Sommer 1976 abgetragen, weil sie ein Hindernis und eine Gefahrenquelle für die Rheinschifffahrt waren.

### Heutige Nutzung der Brückenportale

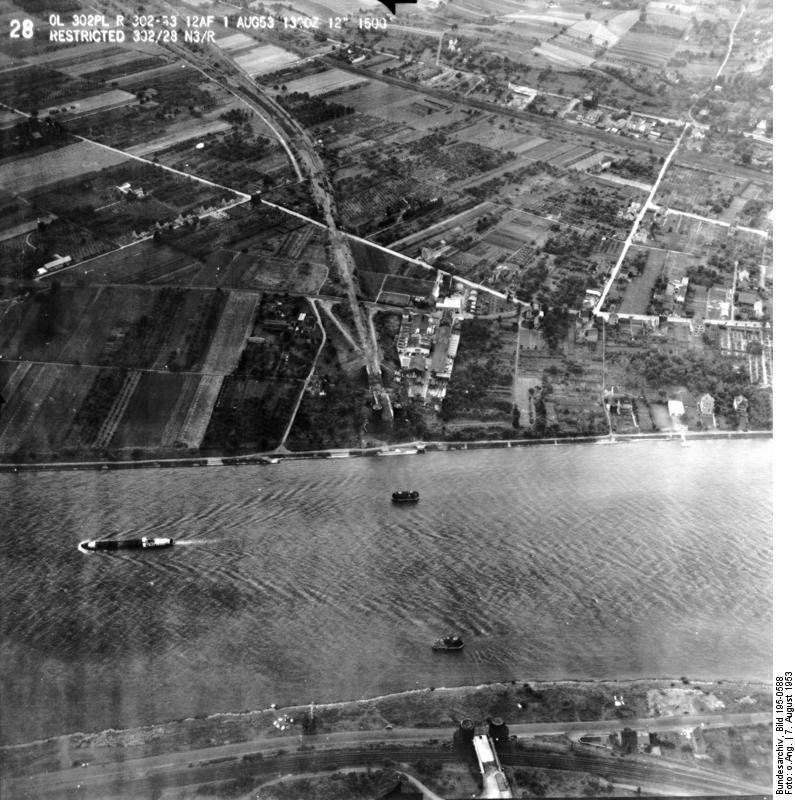
Aufnahme der ehemaligen Brückenpfeiler (Rheinbefliegung 1953)

Im Innern der Brückentürme auf der Remagener Seite ist seit dem 7. März 1980 ein Friedensmuseum eingerichtet. Der Initiator des Museums war der langjährige Bürgermeister von Remagen, Hans Peter Kürten, der am 7. März 1978 zum ersten Mal Steinchen aus Bruchstücken der erst 1976 abgetragenen Strompfeiler der Brücke als Souvenir verkaufte. Das Echo war bemerkenswert. Mit den Einnahmen und den vielen Fotos und sonstigen Originalunterlagen war er in der Lage, das Museum einzurichten. Die Brückensteine waren, versehen mit einem Echtheitszertifikat, im Museum erhältlich.
Das rechtsrheinische Brückenportal bei Erpel befindet sich seit Kriegsende in einem wenig veränderten Zustand. Der Zugang zu den Türmen ist von der einen Seite her zugemauert, von der anderen durch eine Stahltür möglich. Das Portal wurde im März 1988 von der Deutschen Bundesbahn für einen symbolischen Preis an die Ortsgemeinde Erpel verkauft und wird heute für kulturelle Veranstaltungen genutzt. Im September 2012 erwarb der Erpeler Kulturkreis „Ad Erpelle“ den ehemaligen Eisenbahntunnel hinter dem Brückenportal und angrenzende Grundstücke von der Deutschen Bahn für einen symbolischen Preis von einem Euro, um seine öffentliche Zugänglichkeit aufrechtzuerhalten und um ihn weiterhin kulturell zu nutzen. Im Frühjahr 2015 sollte eine Sanierung des Erpeler Brückenportals mit voraussichtlichen Kosten in Höhe von 1,4 Millionen Euro beginnen. Im Juli 2015 wurde es durch Rückabwicklung des Kaufvertrags von 1988 dem Bundeseisenbahnvermögen übereignet.
Im Mai 2018 wurde der Bau von der Bundeseisenbahnverwaltung öffentlich zum Verkauf gestellt. Es gab Planungen, die Brückenkonstruktion als Hängebrücke zwischen den Türmen für Fußgänger und Radfahrer wieder aufzubauen.

## Spielfilm, Schauspiel, Ausstellungen
- Das ZDF zeigte am 10. März 1967 das Dokumentarspiel Die Brücke von Remagen von Hellmut Kotschenreuther.[32]
- David L. Wolper produzierte 1969 den amerikanischen Spielfilm Die Brücke von Remagen. Er zeigt zwar den realen geschichtlichen Hintergrund, ist aber ansonsten frei gestaltet. Näher an den tatsächlichen Ereignissen ist der Roman Die Brücke von Remagen von Rolf Palm (1985).
- Im Oktober 2006 wurde das Theaterstück Die Brücke nach der Romanvorlage von Rolf Palm uraufgeführt. Das komplette Stück wurde am Originalschauplatz im Erpeler Tunnel gespielt, in einem neu geschaffenen Theater- und Konzertraum in dem ehemaligen Eisenbahntunnel hinter den (rechtsrheinischen) Brückentürmen. Inszeniert wurde das Stück vom Intendanten der Landesbühne Rheinland-Pfalz, Walter Ullrich. Im August und September 2015 wurde das Stück dort in der achten Saison aufgeführt.[33] Auch in den Jahren 2017 und 2018 wurde Die Brücke wieder aufgeführt. 2017 wurden 14 reguläre Aufführungen und zwei Sonderaufführungen veranstaltet, die allesamt ausverkauft waren.[34]
- Gelegentlich wird die Erpeler Seite der Brücke auch für Ausstellungen genutzt, so im Rahmen eines Brückenfestivals, das 2007 und 2009 stattfand und alle fünf Stockwerke der Türme und den Theater- und Konzertraum im Eisenbahntunnel nutzte.
- Aus Trümmersteinen der Brücke schuf Günther Oellers 1995 ein Mahnmal für Völkerverständigung in Neutraubling nahe Regensburg.

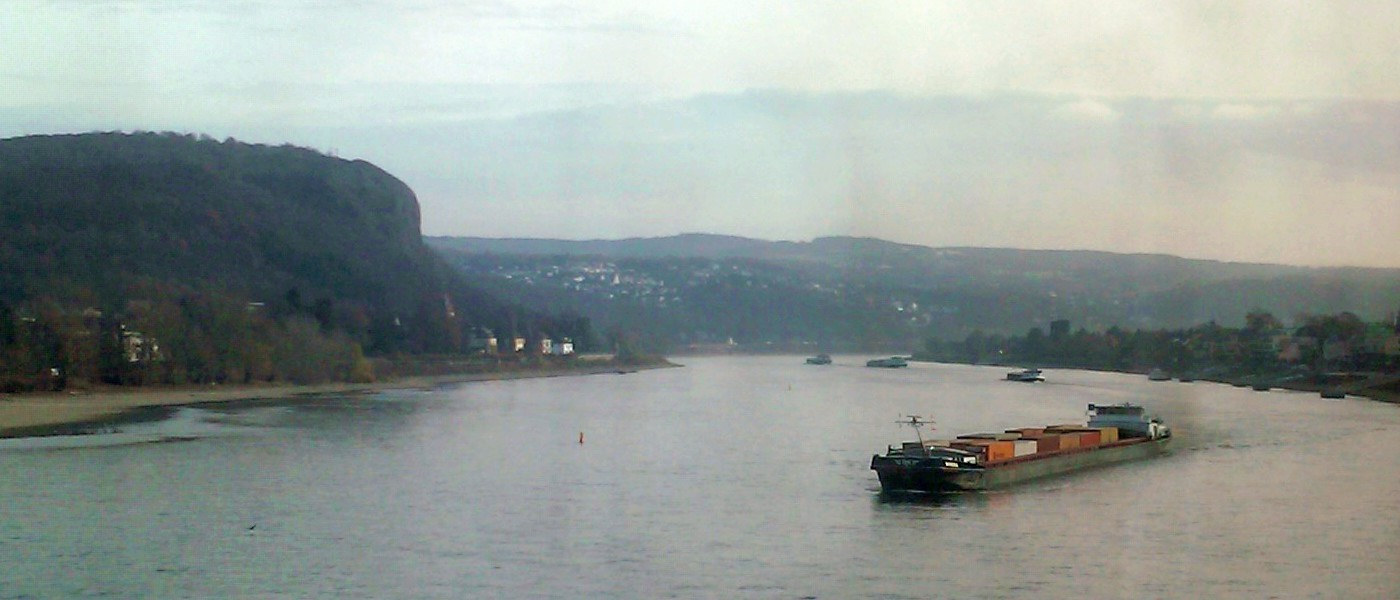
Blick von Nordwest auf die überbrückte Rheinpassage
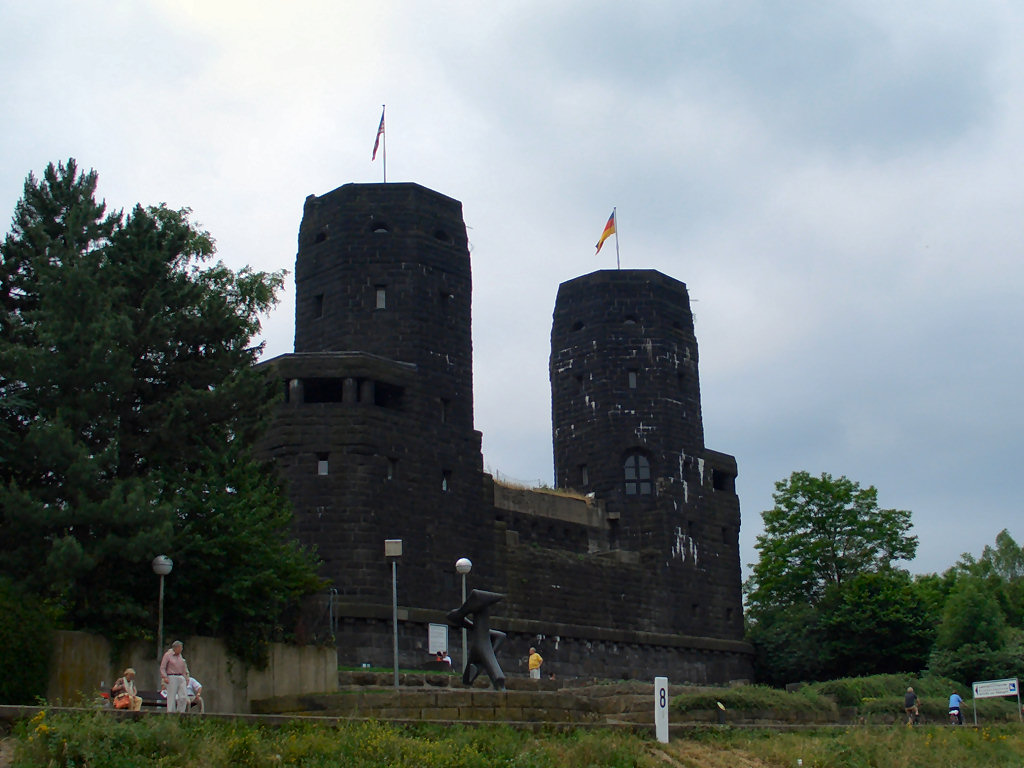
Brückenkopf in Remagen (2005)
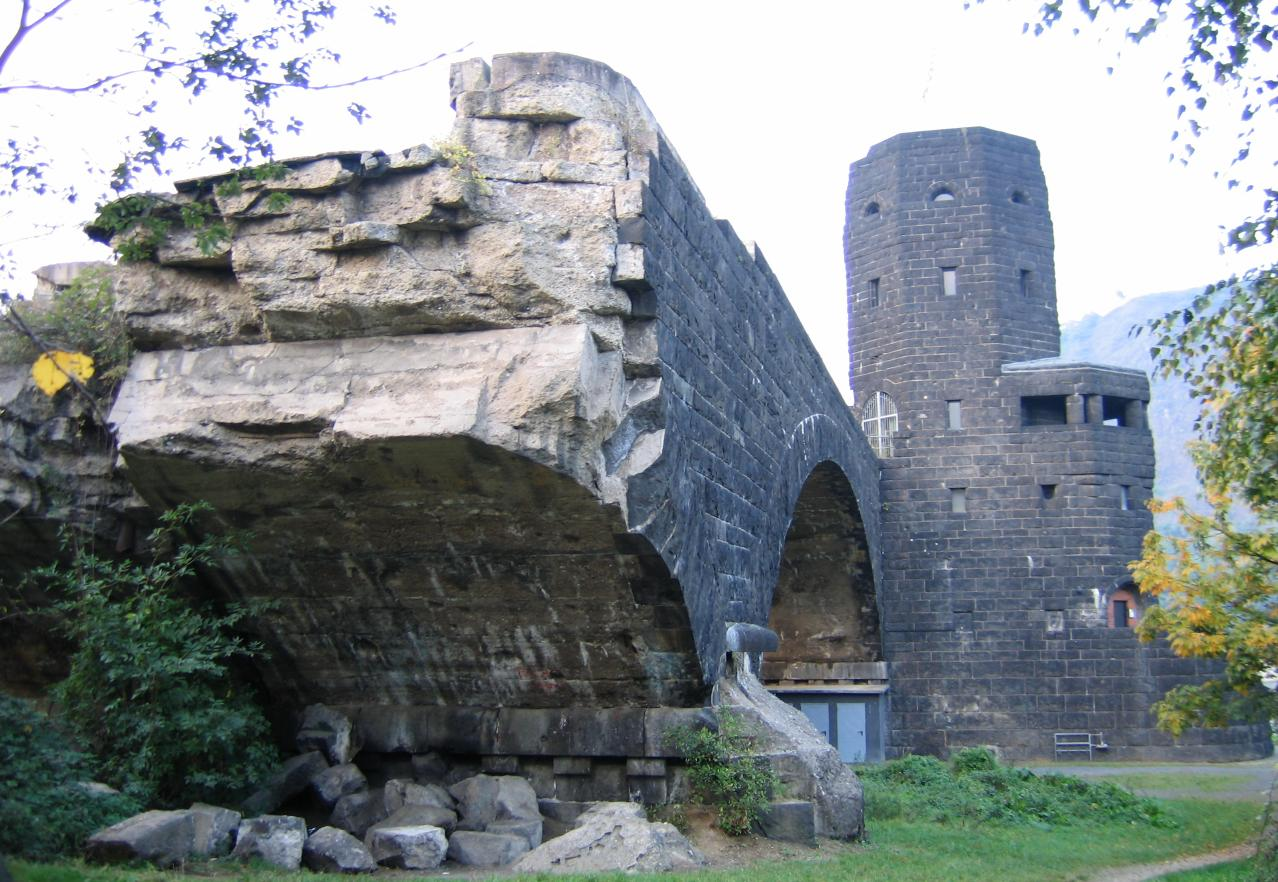
Brückenkopf in Remagen (2005)
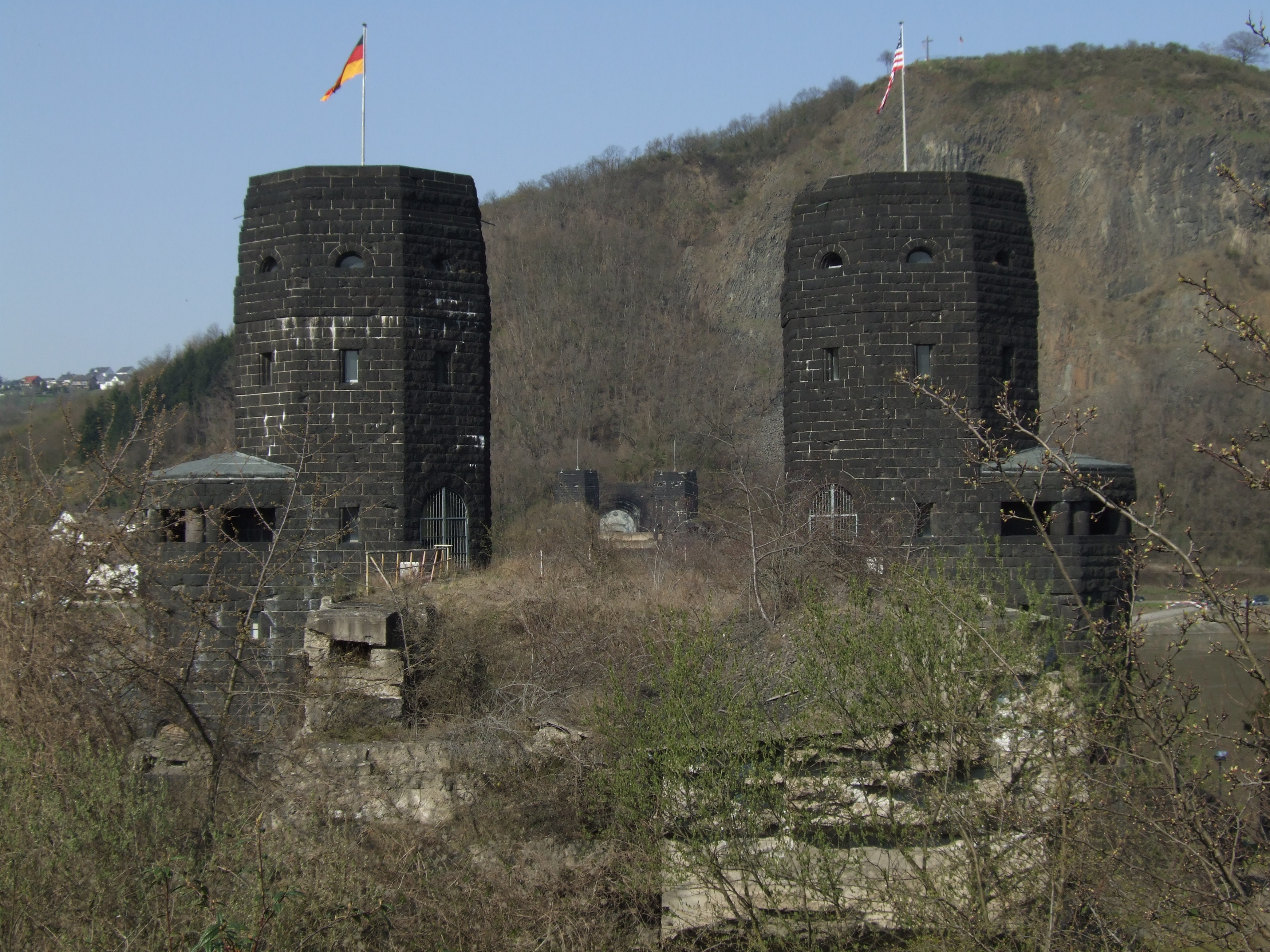
Brückenkopf in Remagen und Erpel (2007)
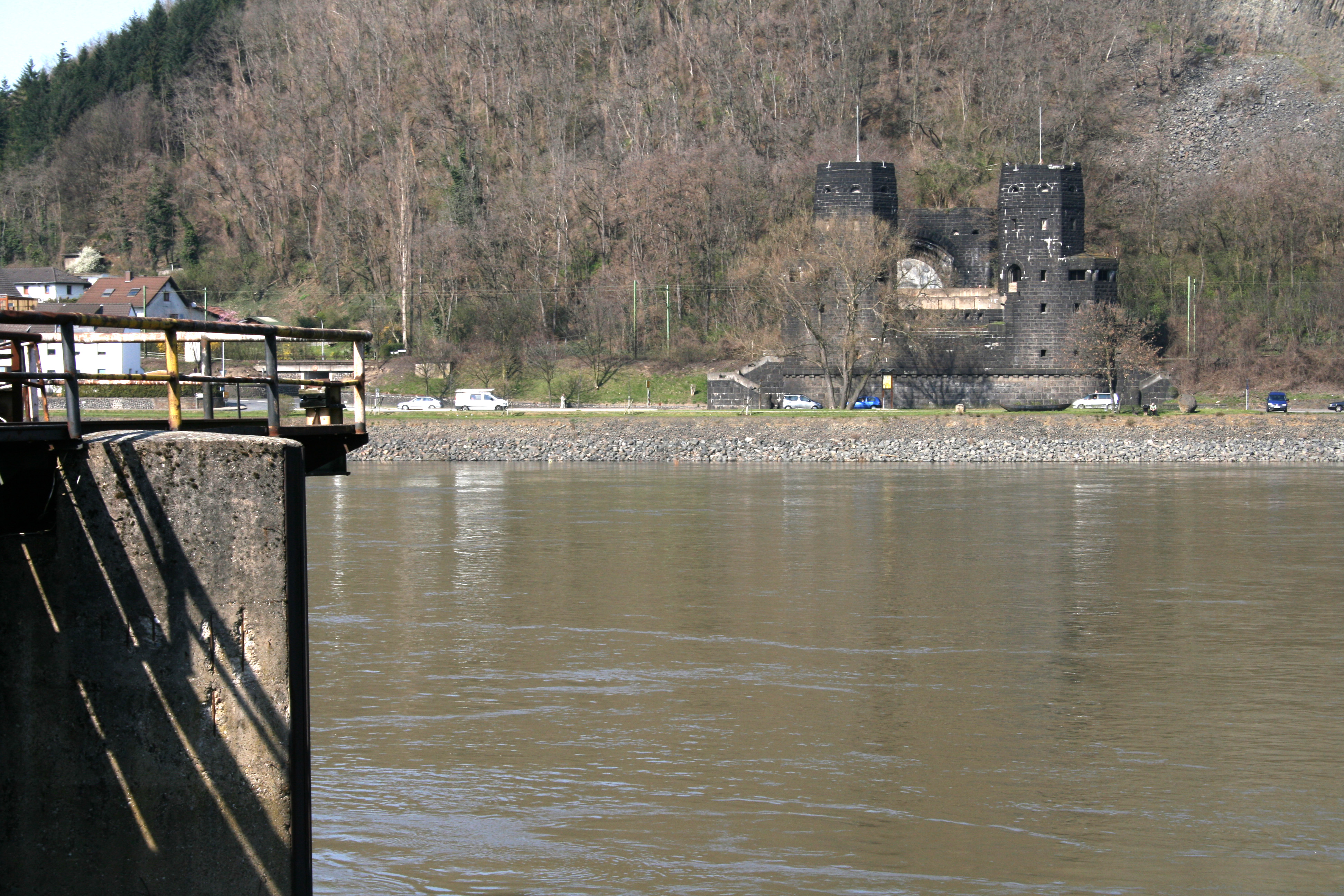
Schiffsverladestation am ehemaligen Brückenstandort
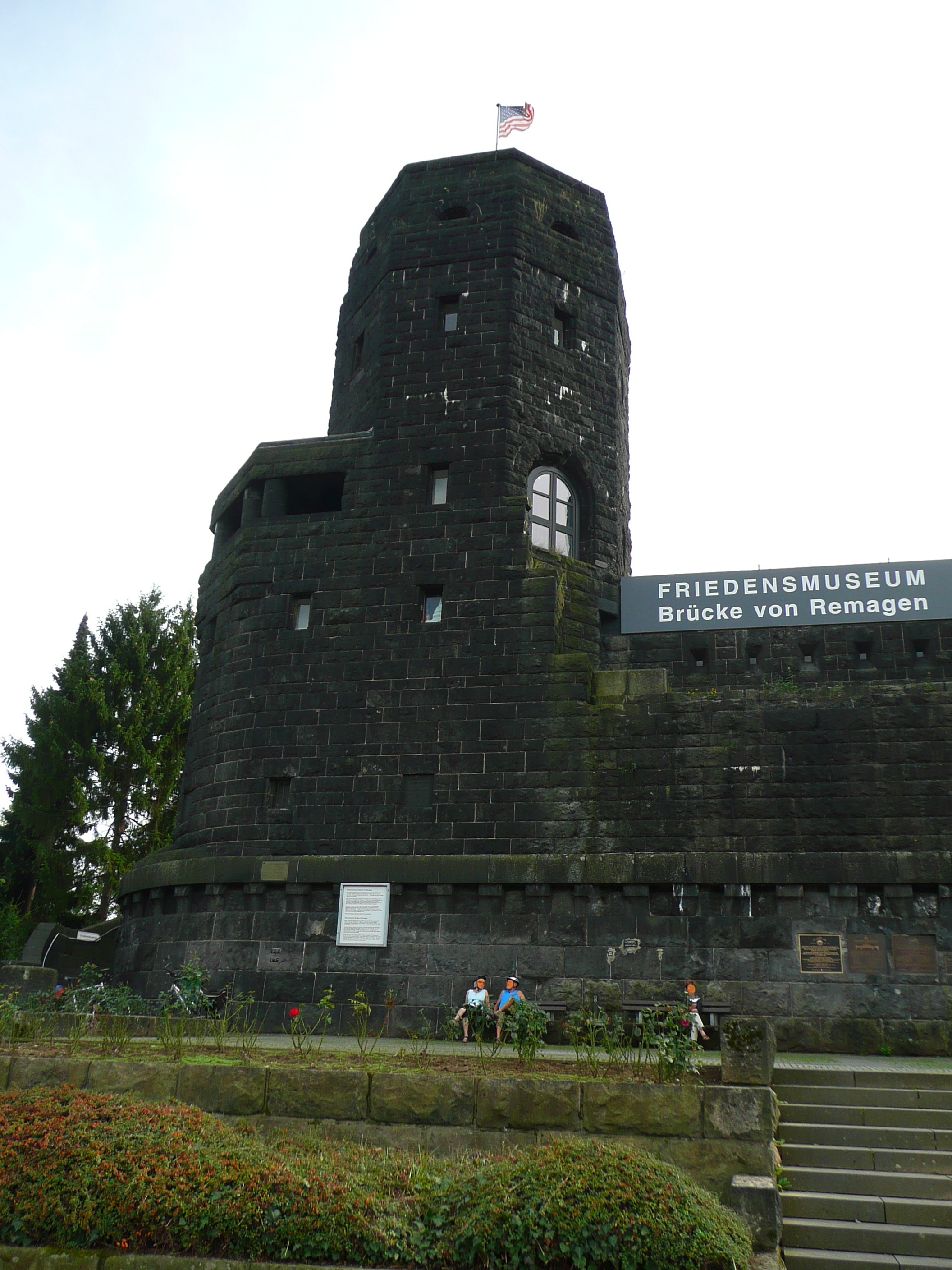
Südturm am Westufer von der Rheinseite aus fotografiert (2011)
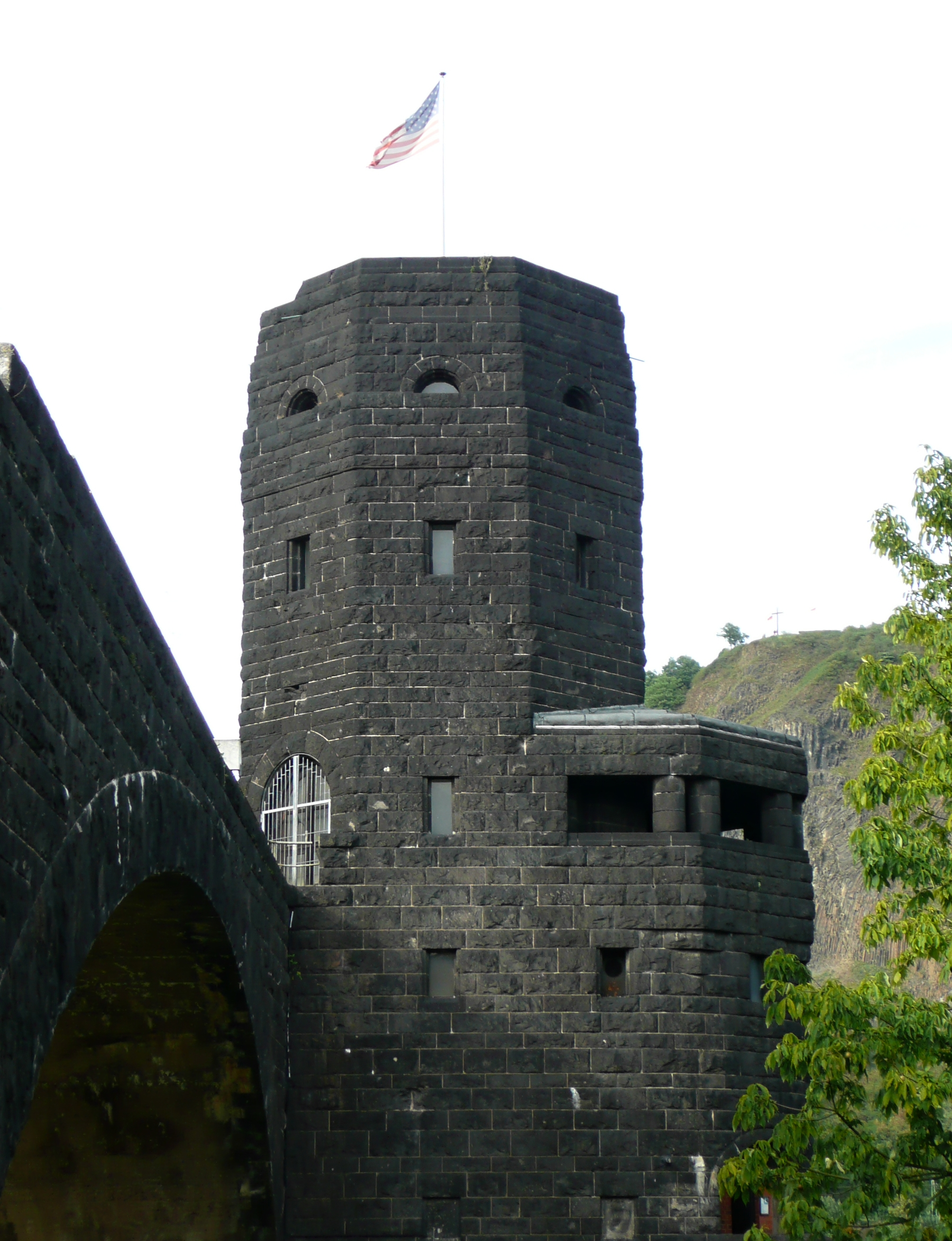
Südturm am Westufer von der Landseite aus fotografiert (2011)
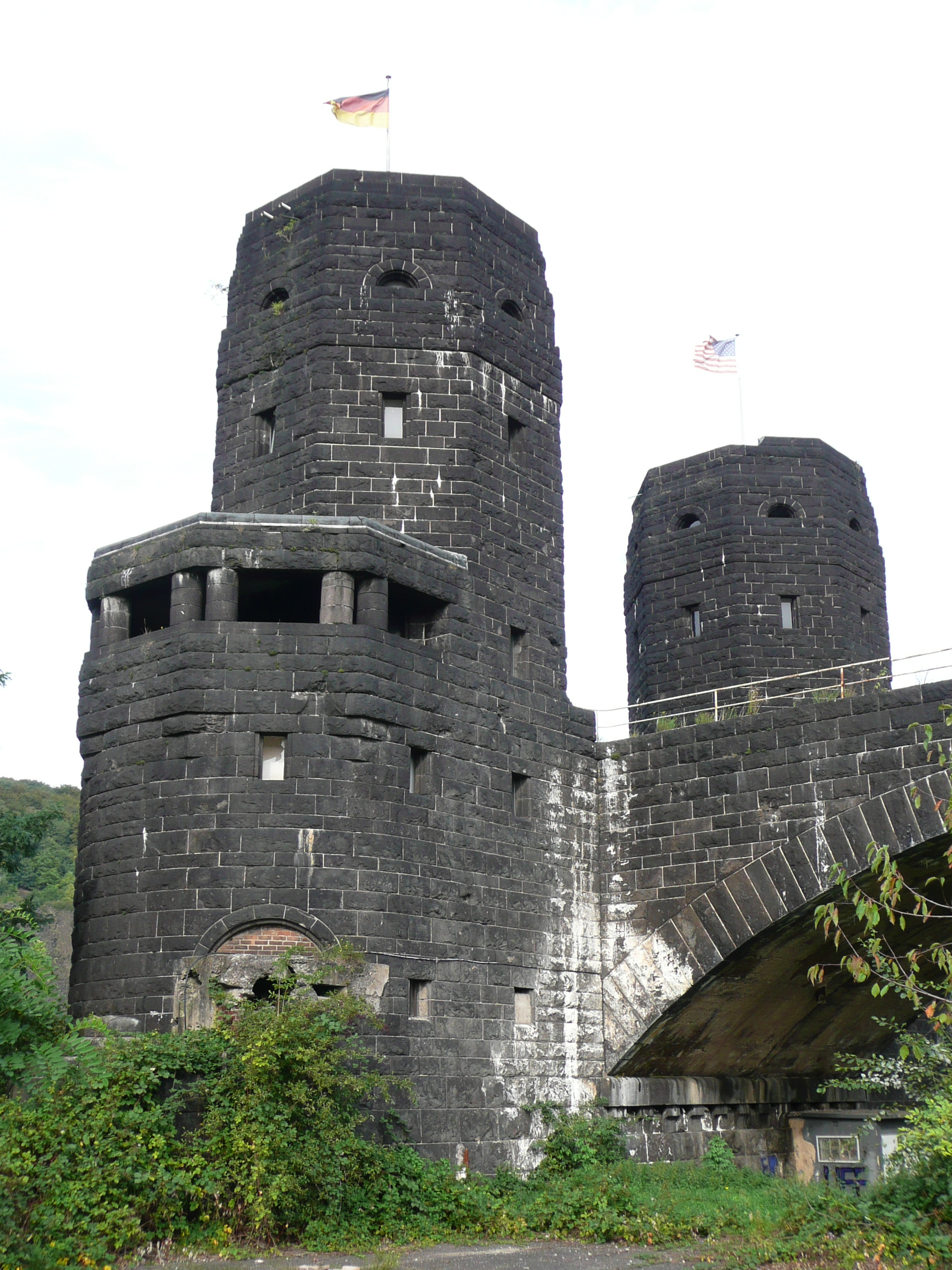
Türme am Westufer von der Landseite aus fotografiert (2011)
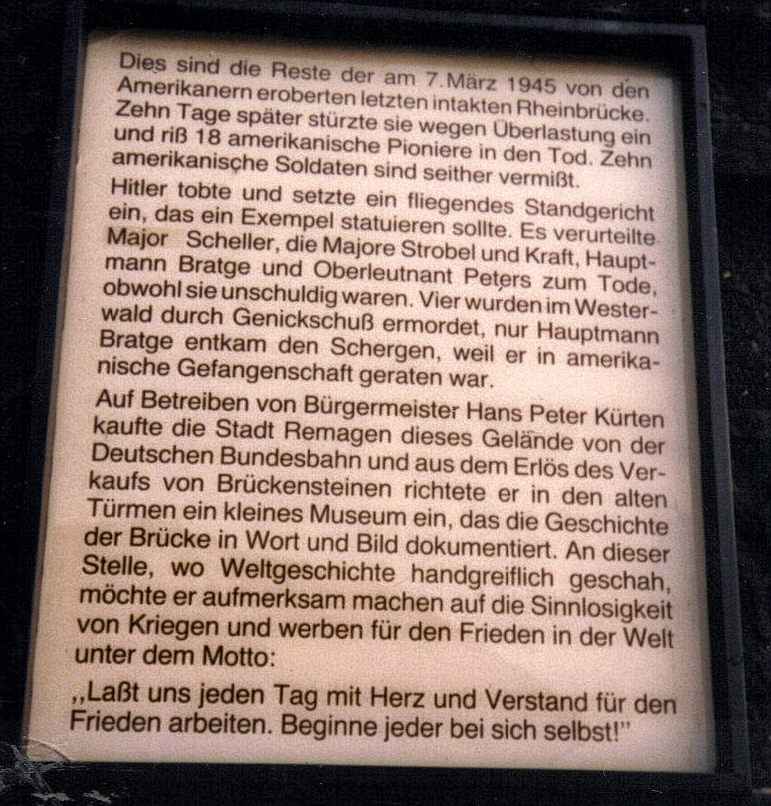
Gedenktafel am Südturm, Westufer (1990)
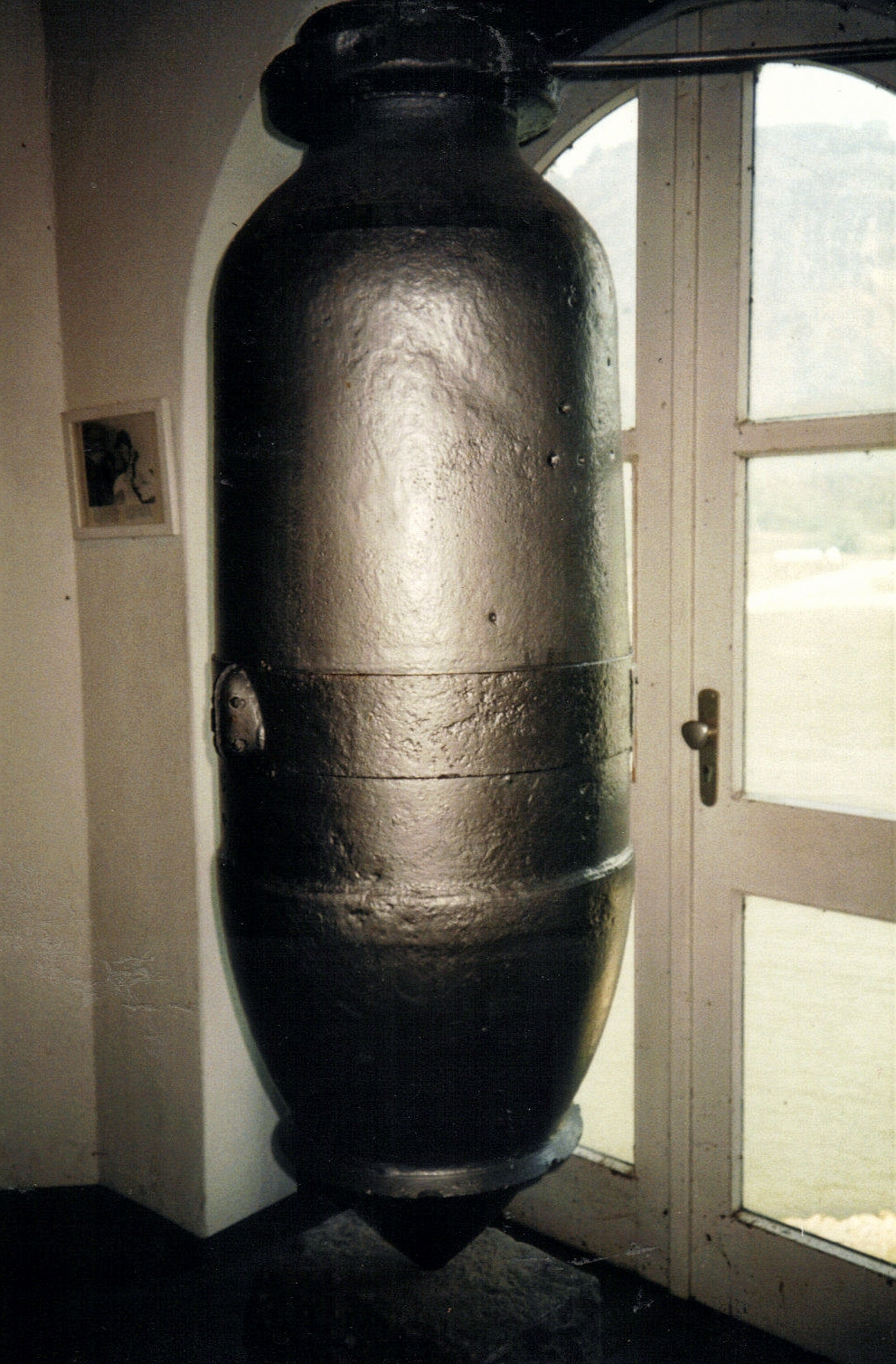
Deutsche Bombe im Brückenmuseum (1990)
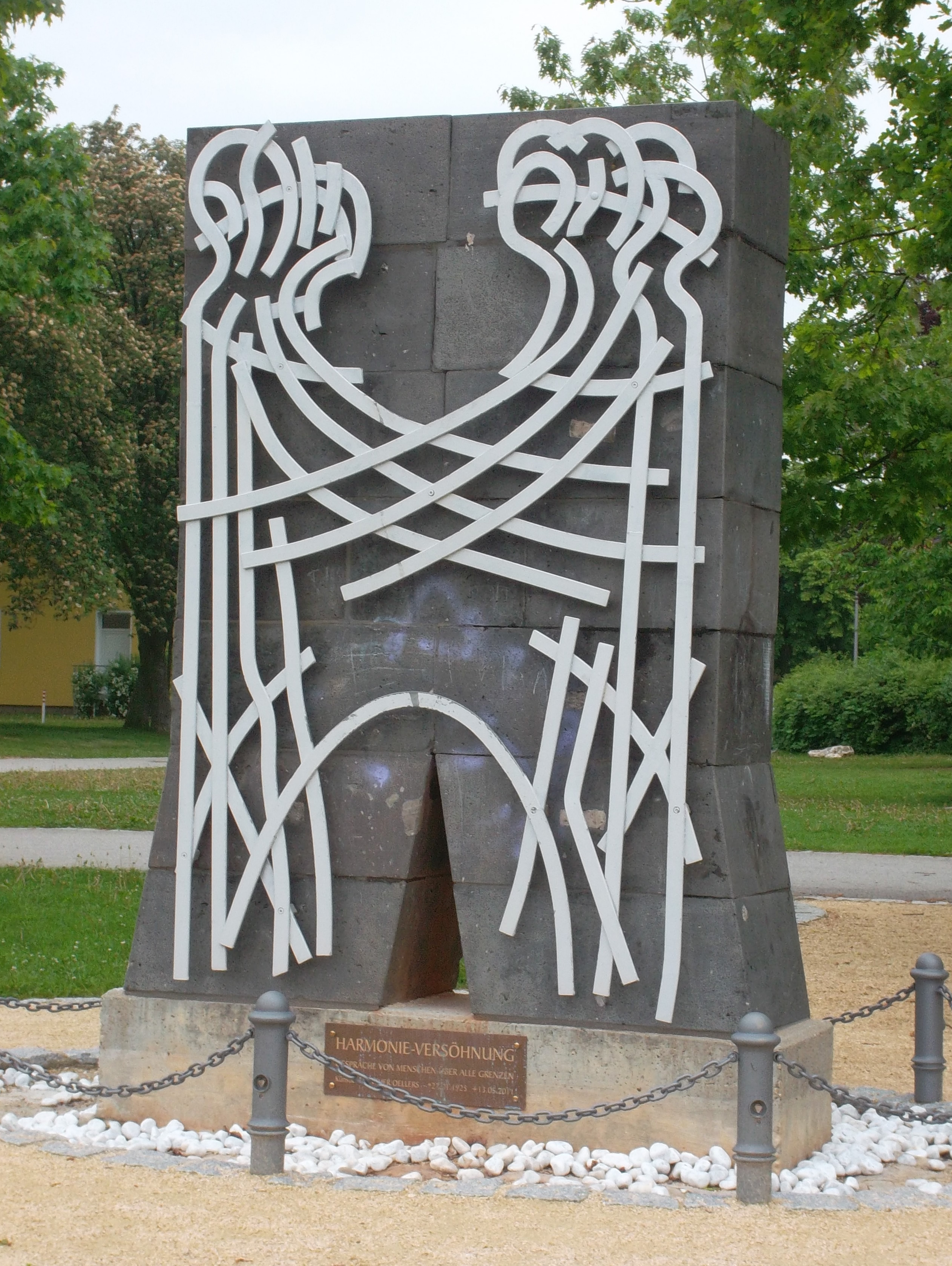
Mahnmal in Neutraubling, geschaffen aus Steinen der zerstörten Brücke (Oellers, 1995)